# 휴혜성
휴혜성(Dormant comet)은 휘발성 물질이 혜성 활동이 일어나지 않는 표면 밑에 묻혀 있는 경우이다. 예시로, 14827 히프노스는 남아 있는 휘발성 물질이 몇 센티미터 정도 되는 지각에 쌓여 방출되지 못하는, 사혜성의 핵일 가능성이 제기되고 있다.
휴혜성이라는 용어는 혜성 활동이 일어나긴 하지만 활발하지 않은 혜성을 가리키는 용어로 쓰이기도 한다. 예를 들어 60558 에케클러스는 일시적으로 코마를 보여 혜성으로 분류되기도 하였고, 2008년 초 근일점을 통과한 52872 오키로에는 일시적으로 밝기가 증가하는 현상을 보였다.

## 같이 보기
- 센타우루스군
- 다모클레스군
- 잃어버린 혜성
- 사혜성
- 우주선이 방문한 소행성체와 혜성 목록